# Real San Giuseppe
Il Real San Giuseppe è stata una società di calcio a 5 italiana con sede a San Giuseppe Vesuviano.

## Storia
Il Real San Giuseppe nasce nel 2011 per volontà dell'ex capitano Francesco Gallese, venendo poi rilevato nel 2013 da Giuseppe Antonio Massa, fino ad allora sponsor della squadra.
Nel 2014 vince la Coppa Campana serie D ed il campionato di serie D campana, approdando in serie C2, mentre la stagione seguente viene promossa in C1 dopo aver battuto il Domitia ai playoff a Castelvolturno.
Nel 2017 vince la Coppa Italia regionale. Nel 2018 altra doppietta con la vittoria della Serie C1 Campania e della Coppa Italia regionale. L'anno seguente disputa il campionato di serie B vince la Coppa Italia di Serie B. Al termine della stagione viene ripescata in serie A2.
Nel 2020 arriva la promozione in serie A sotto la guida del tecnico Andrea Centonze.
Nella stagione 2022-2023 arriva la vittoria della Coppa Italia.

Nel giugno del 2023 il presidente Massa annuncia la non inscrizione al successivo campionato di serie A.

## Cronistoria
| Cronistoria del Real San Giuseppe |
| --- |
| - 2011 · Fondazione del Real San Giuseppe. - 2011-12 · ? nel girone ? di Serie D Campania. - 2012-13 · ? nel girone ? di Serie D Campania. - 2013-14 · 1ª nel girone E di Serie D Campania Promossa in Serie C2. Vince lo spareggio promozione. Vince la Coppa Campania di Serie D (1º titolo). - 2014-15 · 3ª nel girone B di Serie C2 Campania. Promossa in Serie C1. Vince i play-off promozione. - 2015-16 · 8ª in Serie C1 Campania. - 2016-17 · 3ª in Serie C1 Campania. Vince la Coppa Italia regionale (1º titolo). - 2017-18 · 1ª in Serie C1 Campania. Promossa in Serie B. Vince la Coppa Italia regionale (2º titolo). - 2018-19 · 2ª nel girone F di Serie B. Ripescata in Serie A2. Vince la Coppa Italia di Serie B (1º titolo). 2º turno di Coppa della Divisione. - 2019-20 · 1ª nel girone B di Serie A2. Promossa in Serie A. Semifinalista di Coppa Italia di Serie A2. 2º turno di Coppa della Divisione. - 2020-21 · 9ª in Serie A. Turno preliminare di Coppa Italia. - 2021-22 · 9ª in Serie A. Quarti di finale di Coppa Italia. - 2022-23 · 10ª in Serie A. Vince la Coppa Italia (1º titolo). Finalista di Coppa della Divisione. - 2023 · Scioglimento della società. |

## Statistiche
| Livello | Categoria | Partecipazioni | Debutto   | Ultima stagione |
| ------- | --------- | -------------- | --------- | --------------- |
| 1º      | Serie A   | 3              | 2020-2021 | 2022-2023       |
| 2°      | Serie A2  | 1              | 2019-2020 | 2019-2020       |
| 3°      | Serie B   | 1              | 2018-2019 | 2018-2019       |
| 4°      | Serie C1  | 3              | 2015-2016 | 2017-2018       |
| 5°      | Serie C2  | 1              | 2014-2015 | 2014-2015       |
| 6°      | Serie D   | 3              | 2011-2012 | 2013-2014       |

## Palmarès
- Coppa Italia: 1
2022-2023
- Campionato di Serie A2: 1
2019-2020 (girone B)
- Coppa Italia di Serie B: 1
2018-2019